# Fritz Kalmar
Fritz Kalmar (13. Dezember 1911 in Wien – 8. Juni 2008 in Montevideo, Uruguay) war ein österreichischer Exil-Autor und Bühnenkünstler.

## Leben
Fritz Kalmar erwarb eine Ausbildung als Jurist und arbeitete danach in einer Anwaltskanzlei. Nach der nationalsozialistischen Machtübernahme musste Kalmar 1938 aus Österreich fliehen. Über London erreichte er Bolivien, wo er in La Paz als Rundfunksprecher für eine deutsch-englische Nachrichtensendung Arbeit fand. 1941 war Kalmar dort ein Mitbegründer der überparteilichen Exilorganisation „Federación de Austríacos Libres“; 1942 wurde er ihr Präsident.
Ebenfalls ab 1942 war er als Schauspieler und Bühnenautor Mitglied einer österreichischen Theatergruppe um Georg Terramare und Erna Terrel; 1948 wurde er nach Terramares Tod der Leiter der Gruppe, die sowohl Klassiker wie auch Revuen im Stil des Wiener Vorkriegskabaretts auf die Bühne brachte. Zusätzlich leitete er ein angloamerikanisches Ensemble, bei dem auch Erna Terrel mitwirkte.
1953 heiratete er Terrel und zog aus gesundheitlichen Gründen mit ihr im selben Jahr nach Uruguay. Auch dort setzte Kalmar seine künstlerische Arbeit an den Kammerspielen in Montevideo fort. Unter anderem war er in Montevideo als Opernregisseur, Erzähler und Essayist ein vielseitiger Akteur im dortigen Kulturleben. Außerdem war Kalmar seit Ende der 1950er-Jahre auch als Südamerika-Korrespondent für die FAZ, die NZZ, Die Presse und den ORF tätig. Bis 1990 war er zudem österreichischer Honorargeneralkonsul von Uruguay. 1985 starb seine Frau.
Als erzählender Autor wurde Kalmar erst 1997 mit seinen autobiografisch bestimmten „Heimwehgeschichten“ Das Herz europaschwer wahrgenommen; in den darauffolgenden Jahren erschienen weitere Erzählungen von ihm.
Im Alter von 96 Jahren verstarb er 2008 in Montevideo.

## Auszeichnungen
- 1976: Ehrenzeichen für Verdienste um die Befreiung Österreichs
- 2002: Theodor-Kramer-Preis für Schreiben im Widerstand und im Exil (gemeinsam mit Alfredo Bauer).

## Werke (Auswahl)
- Das Herz europaschwer: Heimwehgeschichten aus Südamerika. Picus, Wien 1997.
- Das Wunder von Büttelsburg und andere Erzählungen. Ibera, Wien 1999.
- Von lauten und leisen Leuten. Erzählungen. Ed. Atelier, Wien 2001.
- Don Juans Rückkehr. Erzählungen. Ed. Atelier, Wien 2003.
- Wiener Familienfragmente: sechs Erinnerungen. Nachwort von Erich Hackl. Ed. Atelier, Wien 2005.

## Filmdokumentation
- Erich und Libertad Hackl: Der Heimwehträger. Neunzig Minuten mit Fritz Kalmar. Filmdokumentation. Literaturhaus Wien, Wien 2012, ISBN 978-3-900467-81-4.